# Iglesia de Santa Cecilia (Villasevil)
Para ver otras iglesias bajo la misma advocación, véase Iglesia de Santa Cecilia.

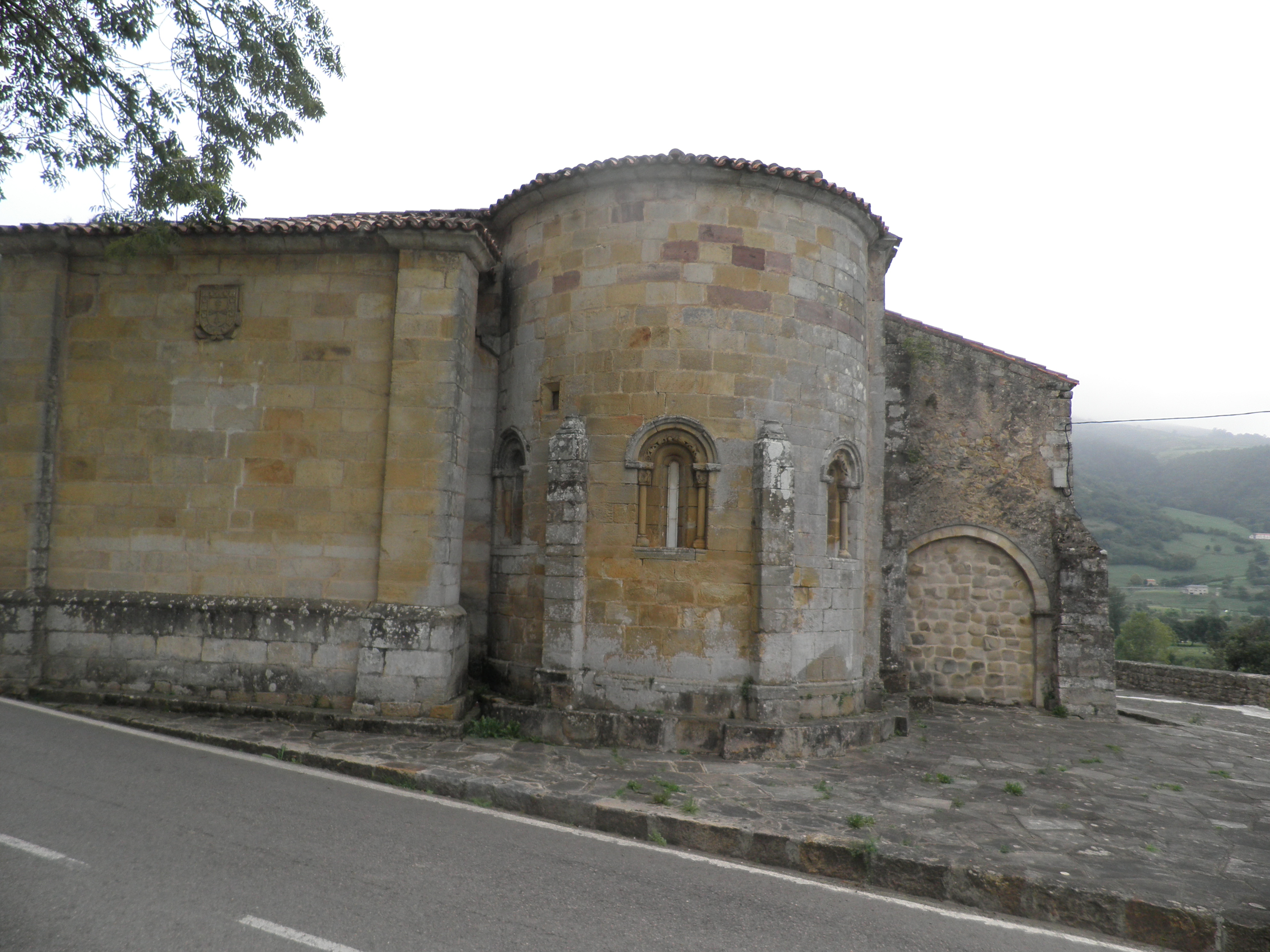
Vista del ábside

La iglesia de Santa Cecilia, en Villasevil, dentro del término municipal de Santiurde de Toranzo (Cantabria, España) fue declarada Bien de Interés Cultural en el año 1978.

## Datación
Se trata de una iglesia de finales del siglo XII, aunque muy reformada con posterioridad. En esta iglesia de Santa Cecilia se celebraron los esponsales del príncipe Juan, hijo y heredero de los Reyes Católicos, con Margarita de Austria, en el año 1497. También está documentado el paso por este lugar, en el año 1522, de Carlos V.
En la época barroca se amplió de una a tres naves y se elevó el ábside, con lo que se eliminaron los canecillos que muy probablemente tenía.

## Descripción
Pertenece al estilo románico, si bien hay quien lo califica de protogótico. En la escultura románica que se conserva se aprecia la influencia de los talleres del norte de Palencia, en concreto de los monasterios de Aguilar de Campoo y San Andrés de Arroyo.
Al construirse en la Edad Media debió tener una sola nave; 
actualmente cuenta con tres, pues se amplió en época barroca. De la época románica solo 
queda lo que es la cabecera: el ábside y el presbiterio. 
La parte exterior del ábside está dividida verticalmente en tres calles, gracias a dos contrafuertes; y también habría columnas por encima de los contrafuertes, pero solo se conserva la basa. En cada calle hay una ventana de medio punto, sostenida por columnas con capiteles de motivos vegetales, en los que se apoya una arquivolta de "baquetón", esto es, una moldura redonda y grande. La decoración de estos ventanales proporciona una datación avanzada a la iglesia, predominando las "roscas" vegetales. Una imposta recorre a media altura el ábside.
También es románica la pila bautismal. Alcanza gran tamaño, con cinco filas de hojas de acanto semicirculares y planas, de las cuales, sin embargo, solo una está acabada. Recuerda a las conservadas en la iglesia de Santa María de Bareyo o en la Colegiata de Santillana del Mar.
Hay una capilla dedicada a San Andrés donde está enterrado don Sancho Ruiz de Villegas, capitán de los guardias de Juan II.